# 霍米奇
51°23′53″N 23°54′16″E / 51.39806°N 23.90444°E
霍米奇（烏克蘭語：Хомичі），是烏克蘭的村落，位於該國西部沃倫州，由科韋利區負責管轄，面積0.25平方公里，海拔高度168米，2001年人口94，人口密度每平方公里382.11人。